# فرناندو ارتورو ميرينو دي
فرناندو ارتورو ميرينو دي (بالإسبانية: Fernando Arturo de Meriño) (و. 1833 – 1906 م) هو سياسي، وأسقف من جمهورية الدومينيكان .